# Rojnik pajęczynowaty
Rojnik pajęczynowaty (Sempervivum arachnoideum L.) – gatunek roślin z rodziny gruboszowatych. Występuje naturalnie w górach Europy – od Pirenejów po Karpaty. W Alpach rośnie na prawie całym ich obszarze. 

## Morfologia
PokrójBylina dorastająca do 5–15 cm wysokości. Łodyga jest mięsista, wyprostowana lub pochylona, gruczołowato owłosiona.
LiścieZebrane w liczne różyczki liściowe o średnicy do 2 cm. W pełnym nasłonecznieniu różyczki mocno przylegają do siebie, przybierając półkulistą formę. Liście odziomkowe są owłosione i mają lancetowaty kształt z ostrym wierzchołkiem. Liście łodygowe mają jajowato lancetowaty kształt, są zabarwione na czerwonawo przy wierzchołku, przylegają do łodygi.

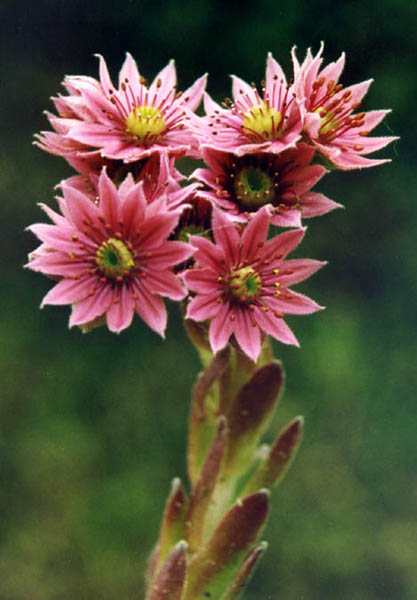
kwiaty rojnika pajęczynowatego

KwiatyZebrane po kilka w kwiatostany, rozwijają się na szczytach pędów. Mają jasnoczerwoną barwę. Mierzą 1–2 cm średnicy. Płatki są liczne, wąskie, z podłużnymi ciemnoczerwonymi prążkami.
Gatunki podobneRoślina jest podobna do rojnika murowego (S. tectorum), który dorasta do 50 cm wysokości. Charakteryzuje się większymi liśćmi, a liście łodygowe są spiralnie osadzone na łodydze. Ponadto blaszka liściowa jest pokryta rzęskami tylko na brzegach.

## Biologia i ekologia
Rośnie na piargach, kamienistych łąkach lub w szczelinach skalnych. Preferuje podłoże ubogie w wapń. Występuje na wysokości od 1000 do 3000 m n.p.m. Kwitnie od czerwca do września. 
Może rozmnażać się wegetatywnie. Oderwane części rośliny dają się ukorzenić, rozwijając się w nową roślinę. 

## Zmienność
W obrębie tego gatunku oprócz podgatunku nominatywnego wyróżniono jeden podgatunek:
- S. arachnoideum subsp. tomentosum (C.B.Lehm. & Schnittsp.) Schinz & Thell.